# Barwell FC
Barwell FC (celým názvem: Barwell Football Club) je anglický fotbalový klub, který sídlí ve vesnici Barwell v nemetropolitním hrabství Leicestershire. Založen byl v roce 1992 po fúzi klubů Hinckley a Barwell Athletic. Od sezóny 2018/19 hraje v Southern Football League Premier Division Central (7. nejvyšší soutěž). Klubové barvy jsou zelená a žlutá.
Své domácí zápasy odehrává na stadionu Kirkby Road s kapacitou 2 500 diváků.

## Úspěchy v domácích pohárech
Zdroj: 
- FA Cup
  - 1. kolo: 2015/16
- FA Trophy
  - 3. předkolo: 2014/15
- FA Vase
  - Semifinále: 2009/10

## Umístění v jednotlivých sezonách
Stručný přehled
Zdroj: 
- 1992–1994: Midland Combination (Premier Division)
- 1994–2010: Midland Football Alliance
- 2010–2011: Northern Premier League (Division One South)
- 2011–2013: Southern Football League (Premier Division)
- 2013–2018: Northern Premier League (Premier Division)
- 2018– : Southern Football League (Premier Division Central)

Jednotlivé ročníky
Zdroj: 
Legenda: Z - zápasy, V - výhry, R - remízy, P - porážky, VG - vstřelené góly, OG - obdržené góly, +/- - rozdíl skóre, B - body, červené podbarvení - sestup, zelené podbarvení - postup, fialové podbarvení - reorganizace, změna skupiny či soutěže
| Sezóny  | Liga                                                | Úroveň | Z  | V  | R  | P  | VG  | OG | +/−  | B   | Pozice |
| ------- | --------------------------------------------------- | ------ | -- | -- | -- | -- | --- | -- | ---- | --- | ------ |
| 2009/10 | Midland Football Alliance                           | 9      | 42 | 36 | 6  | 0  | 125 | 18 | +107 | 114 | 1.     |
| 2010/11 | Northern Premier League (Division One South)        | 8      | 42 | 30 | 4  | 8  | 84  | 46 | +38  | 94  | 1.     |
| 2011/12 | Southern Football League (Premier Division)         | 7      | 42 | 17 | 10 | 15 | 70  | 61 | +9   | 61  | 9.     |
| 2012/13 | Southern Football League (Premier Division)         | 7      | 42 | 19 | 12 | 11 | 67  | 50 | +17  | 69  | 7.     |
| 2013/14 | Northern Premier League (Premier Division)          | 7      | 46 | 17 | 11 | 18 | 62  | 67 | −5   | 62  | 14.    |
| 2014/15 | Northern Premier League (Premier Division)          | 7      | 46 | 21 | 10 | 15 | 69  | 63 | +6   | 73  | 8.     |
| 2015/16 | Northern Premier League (Premier Division)          | 7      | 46 | 23 | 4  | 19 | 82  | 66 | +16  | 73  | 9.     |
| 2016/17 | Northern Premier League (Premier Division)          | 7      | 46 | 16 | 14 | 16 | 58  | 53 | +5   | 62  | 14.    |
| 2017/18 | Northern Premier League (Premier Division)          | 7      | 46 | 17 | 13 | 16 | 65  | 67 | -2   | 64  | 10.    |
| 2018/19 | Southern Football League (Premier Division Central) | 7      | 42 |    |    |    |     |    |      |     |        |